# George Williams (KFUM)

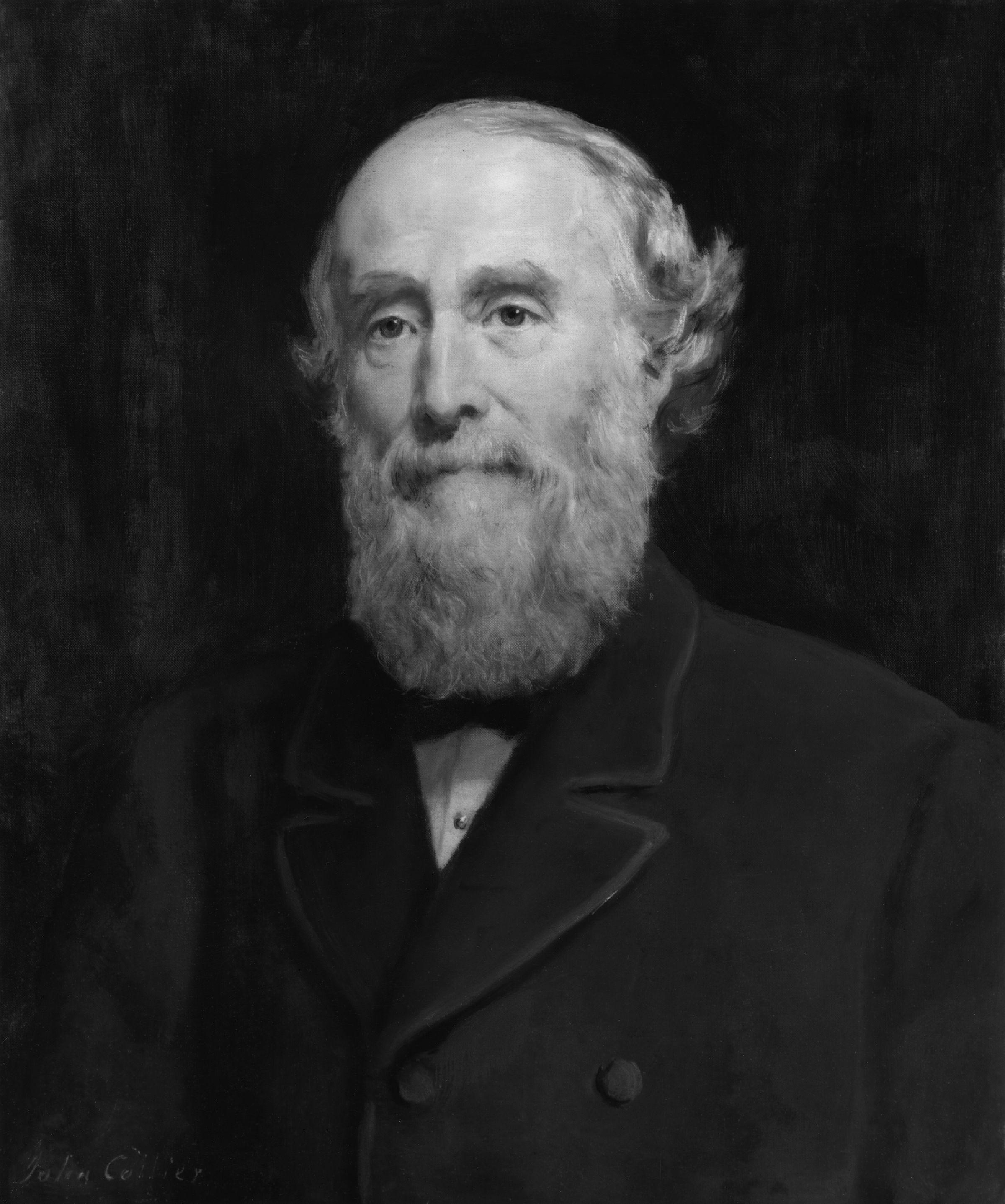
George Williams.

Sir George Williams, född 11 oktober 1821 i Genève, död 6 november 1905 i London, var en engelsk klädeshandlare, som 1844 bildade den första KFUM-(YMCA-)föreningen.

## Biografi
Williams föddes på en gård i Genève och som ung beskrev han sig själv som en "slarvig, tanklös, gudlös och svärande ung man". Efter en olycka skickade hans familj honom till Bridgwater som lärling i en Drapersbutik. År 1837 konverterade han och började vid Zion Congregational Church och blev en engagerad medlem.
År 1841 flyttade Williams till London och arbetade åter i en Drapersbutik. Efter tre år, 1844, befordrades han till avdelningschef. Han gifte sig med chefens dotter, Helen Jane Maunder Hitchcock 1853. Williams blev då medlem av Weigh House Congregational Church och använde sin tid till evangelisation. Bestört över de usla förhållanden i London för unga arbetande män, samlade han en grupp av sina kolleger vid Drapers för att skapa en plats som inte skulle locka unga män i synd. Denna plats var Young Men’s Christian Association (YMCA), som han grundade den 6 juni 1844. En av de tidigaste konvertiterna och bidragsgivare till den nya föreningen var hans arbetsgivare, George Hitchcock.
Föreningen hade inom ett år filialer i West End (den skotska kyrkan, Swallow Street, Piccadilly), Islington, Pimlico, Southwark - och sedan i Leeds, Manchester, Liverpool, Exeter, Bristol, Plymouth och Kingston upon Hull, som senare blev oberoende organisationer. Som en följd av föreningens aktiviteter under den stora utställningen i London 1851 bildades nya föreningar i Australien, Frankrike, Indien och Nordamerika.
Williams adlades av drottning Victoria vid hennes födelsedags Honours 1894. Efter hans död 1905, uppmärksammades han med en glasmålning i mittskeppet av Westminster Abbey. Sir George Williams är begravd i St Pauls Cathedral.